# 大落古利根川
大落古利根川（おおおとしふるとねがわ）は、埼玉県を流れる一級河川。利根川水系中川の支流で、流路延長は26.7キロメートル。江戸時代以前は利根川本流がこの河道を流れ東京湾へ注いでいた。

## 概要

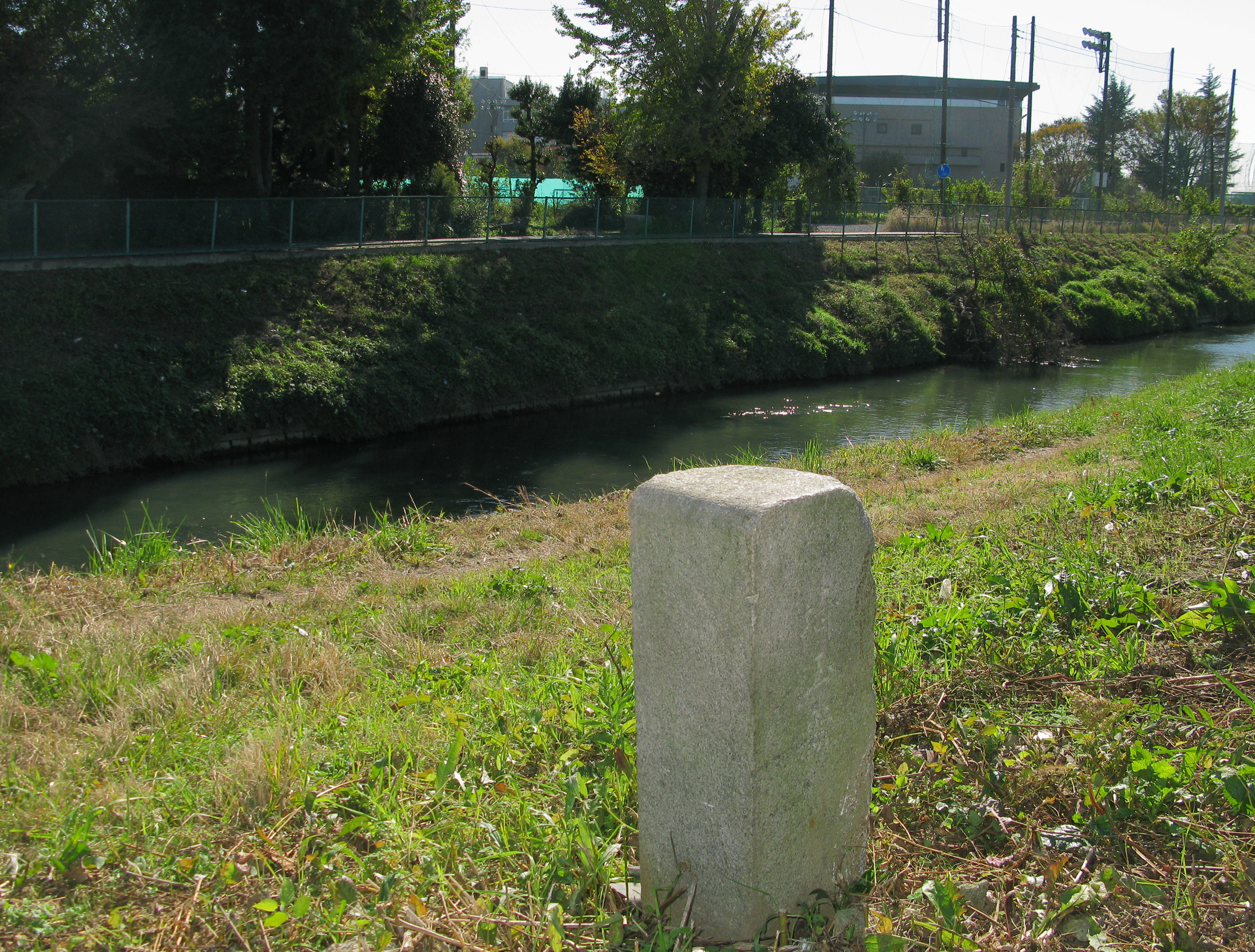
起点の碑（久喜市内）

現在の起点（座標）は久喜市と杉戸町の境界にある葛西橋である。杉戸町・宮代町・春日部市・越谷市・松伏町の境界付近を流れ、中川に合流する。おおむね北葛飾郡市と南埼玉郡市の境界に沿っている。起点には上流から葛西用水路が流れ込んでいる。名の「大落」とは農業排水を落とす幹線排水路の意味である。大河の頃の名残で流域には発達した河畔砂丘や自然堤防が見られる。

## 歴史
古利根川（およびその上流の葛西用水路）は江戸時代以前のほぼ利根川本流であり、利根川の主要分流である会の川と浅間川とが合流した地点（加須市川口）から南流を始め、東京湾へ注いだ。古い流路（最下流については隅田川）は、武蔵国と下総国（葛飾郡）の当初の境界だった。
最下流は葛飾区亀有付近で二つに分流し、東の河道は中川（現在の旧中川）と呼ばれ江戸川区西葛西付近の河口へ向かい、西の河道は隅田川と呼ばれ葛飾区小菅・墨田区向島付近を通り現在の横十間川付近の河口へ向かった。両者の河口は接近しており、挟まれた位置には亀戸島があった。東京湾へ注ぐ分流量の比は近世にかけて後者から前者の河道へ移った。
杉戸町高野付近は高野川とも呼ばれ、中世の奥州街道が川を渡っていた（鎌倉街道）。
利根川東遷以前には、戦国時代に太田道灌が江戸城を築いたときの石材運搬や、兵糧米の輸送に使われた。
文禄3年（1594年）に会の川の流頭が締め切られ、元和7年（1621年）に浅間川が久喜市佐間で南への流れが締め切られたため、利根川から切り離され古利根川と呼ばれるようになった。
1918年（大正7年）の開削工事で庄内古川下流が松伏町下赤岩（越谷市との境）付近で古利根川へ接続された。庄内古川および合流点から河口に至る旧古利根川河道は全て中川とされた。

## 合流・分流
- 合流
  - 葛西用水路（起点）
  - 青毛堀川
  - 中落堀川
  - 備前前堀川
  - 備前堀川
  - 姫宮落川
  - 笠原沼落
  - 隼人堀川
  - 古隅田川
  - 旧倉松落（幸松川）
  - 弥太郎第1雨水幹線
  - 八間堀悪水路
  - 中川（終点）

- 分流
  - 逆川

## 橋梁
- 葛西橋

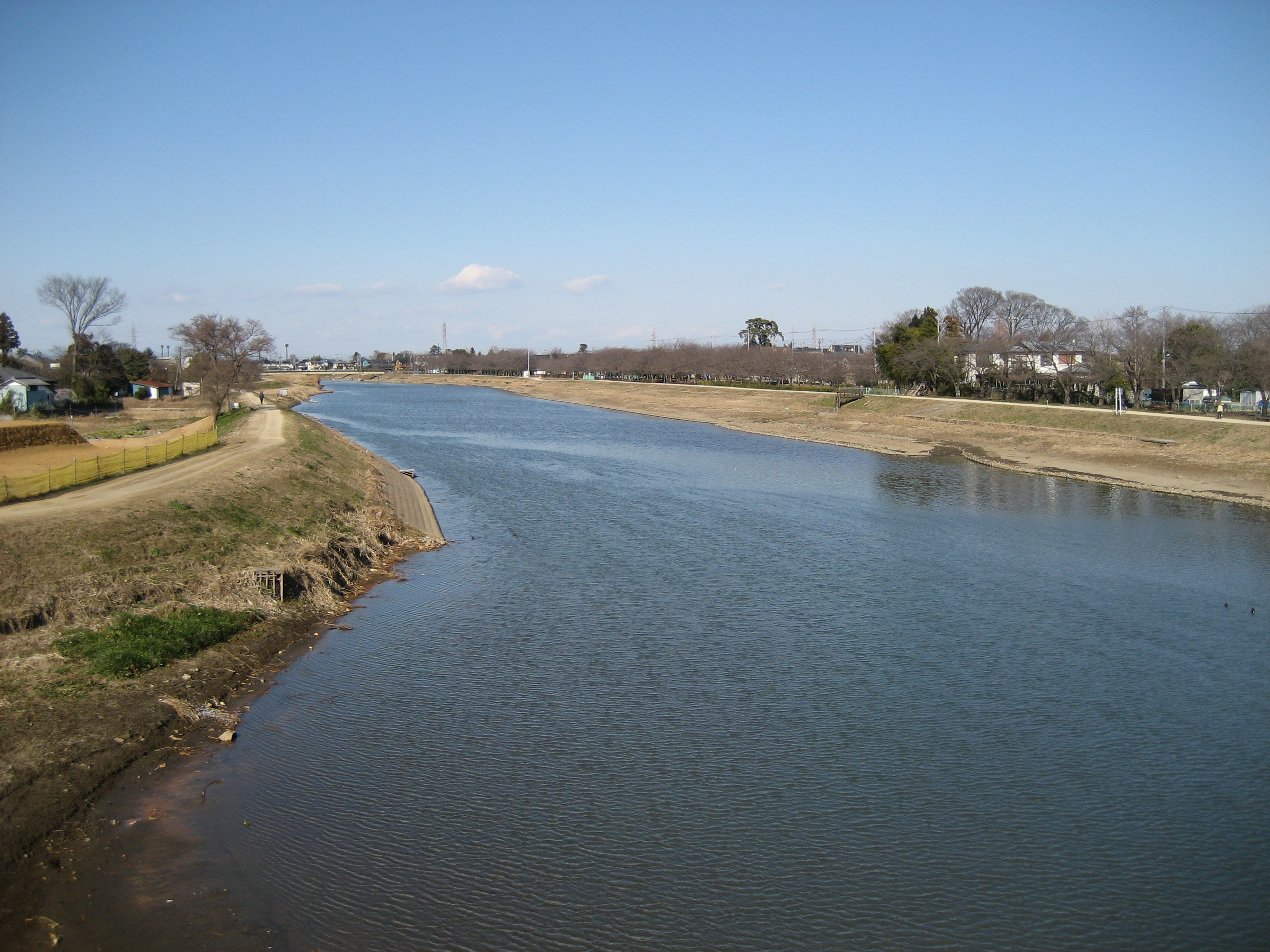
ゆりのき橋から上流方面を望む（春日部市内）

- 和戸橋（埼玉県道65号さいたま幸手線、日光御成街道）
- 万願寺橋
- 鎌倉橋
- 東武日光線古利根川橋梁（東武動物公園駅-杉戸高野台駅間）
- 河原橋
- 古川橋（埼玉県道408号東武動物公園停車場線）
- 清地橋（埼玉県道154号蓮田杉戸線）
- 宮東橋
- 小渕橋
- 春日部大橋（国道16号）
- 新町橋（埼玉県道319号惣新田春日部線）
- 古利根公園橋（埼玉県道2号さいたま春日部線）
- 春日橋
- 埼葛橋（国道4号）
- 八幡橋（埼玉県道10号春日部松伏線）
- 牛島人道橋
- 東武野田線古利根川橋梁（春日部駅 - 藤の牛島駅間）
- ゆりのき橋（ユリノキ通り）
- 藤塚橋

- 古利根川橋（国道4号越谷春日部バイパス）

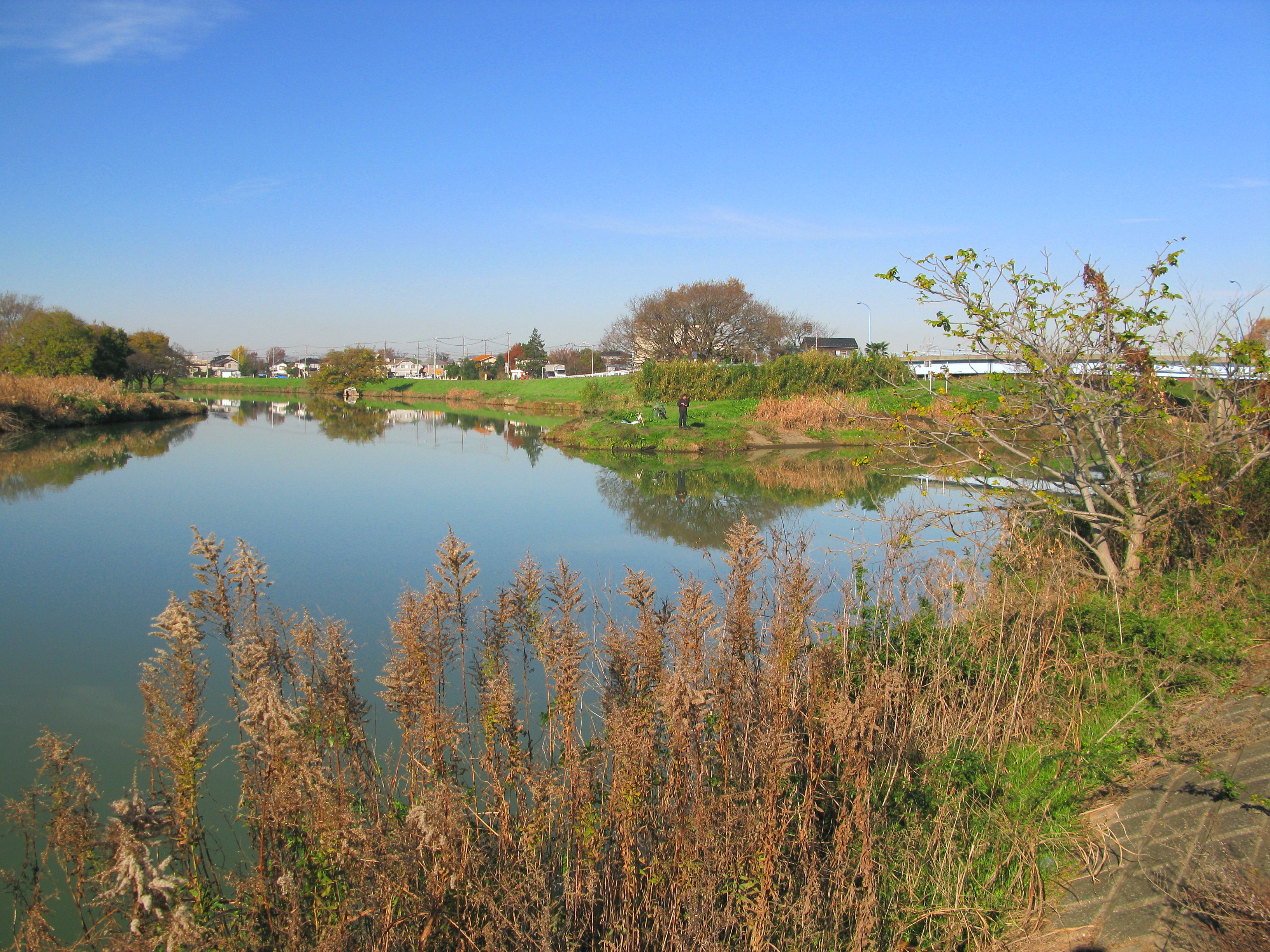
大落古利根川と中川の合流点

- 古利根橋（千葉県道・埼玉県道80号野田岩槻線）
- 堂面橋
- 寿橋（埼玉県道・千葉県道19号越谷野田線）
- 古利根水管橋（水管橋）
- ふれあい橋（東京都道・埼玉県道67号葛飾吉川松伏線バイパス）

## 河川施設
- 首都圏外郭放水路
- 古利根堰
  - 松伏溜井

### 文献
- 「角川日本地名大辞典」編纂委員会『角川日本地名大辞典 11 埼玉県』角川書店、1980年7月8日、763-764頁。ISBN 4040011104。
- 建設省・北海道開発庁・牧田茂・桜井満・編『日本の川　自然と民俗』第1巻、新公論社、1987年。